# Félix Dubois
Albert Félix Dubois (Dresde, 16 de septiembre de 1862 - París, 1 de junio de 1945) fue un periodista, empresario y explorador francés.

## Biografía

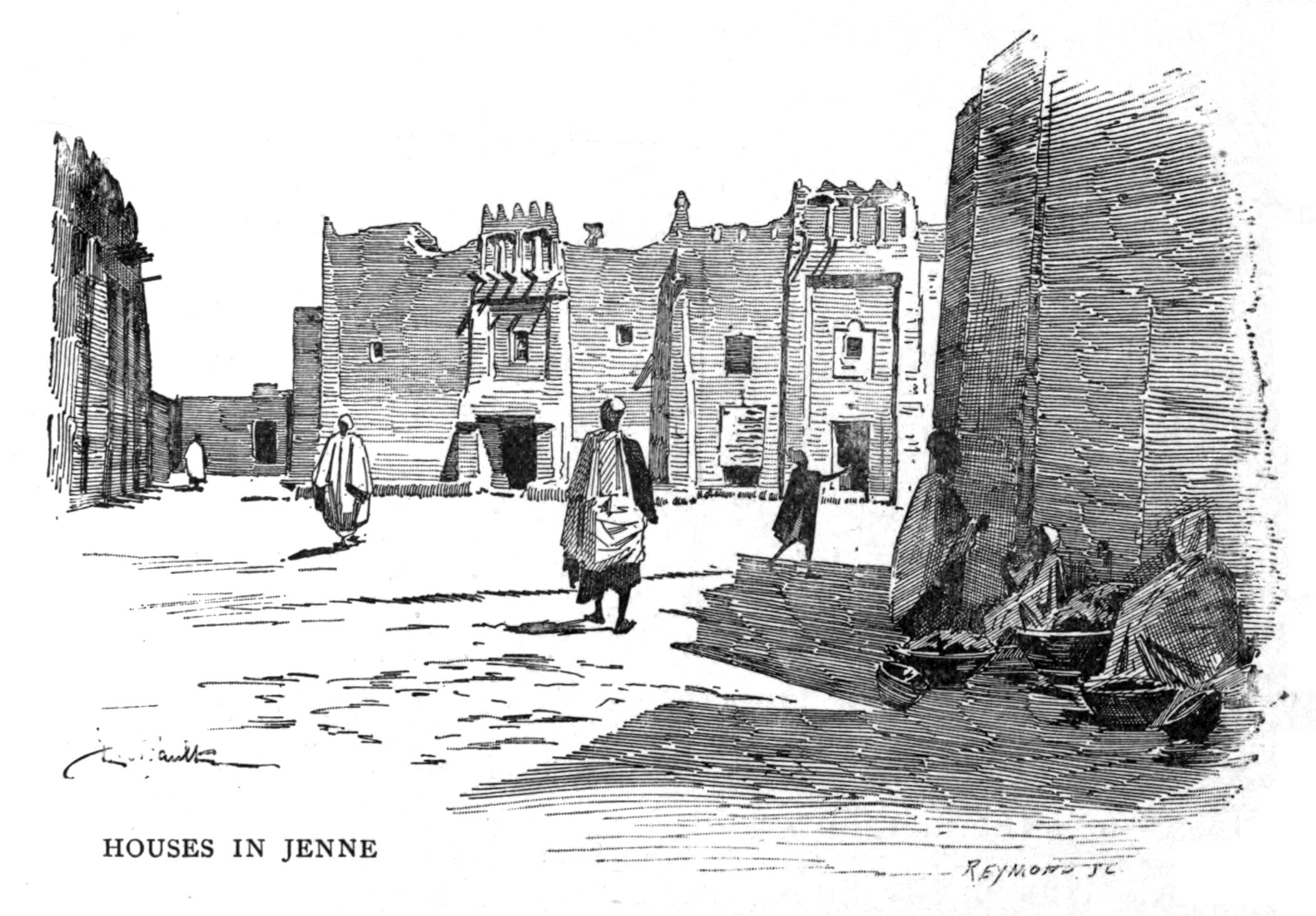
Casas en Djenné, ilustración de Tombouctou la mystérieuse

Hijo del cocinero Urbain Dubois, estudió en el colegio de Melun y luego en la Escuela de Comercio de París.  Comenzó su carrera de periodista como corresponsal en Berlín y Viena para varios periódicos franceses. En 1890 fue contratado por la revista L'Illustration, que lo asignó como reportero a la misión Brosselard-Faidherbe. Desde Benty, cerca de la costa guineana, remontaron el río Mellacorée, cruzaron el macizo montañoso de Fouta Djalon y llegaron al Alto Níger por Timbo.
En 1893 trabajó para Le Figaro y realizó un reportaje sobre Palestina, que se publicó con el título Noël en Bethléem. Pasó luego a ser contratado por el diario Le Temps y en 1896 fue enviado a Tombuctú con Jules Huret, relatando la decadencia de la ciudad. Posteriormente, en 1897, participó en la expedición militar que Marius Gabriel Cazemajou realizó por el África Occidental Francesa.

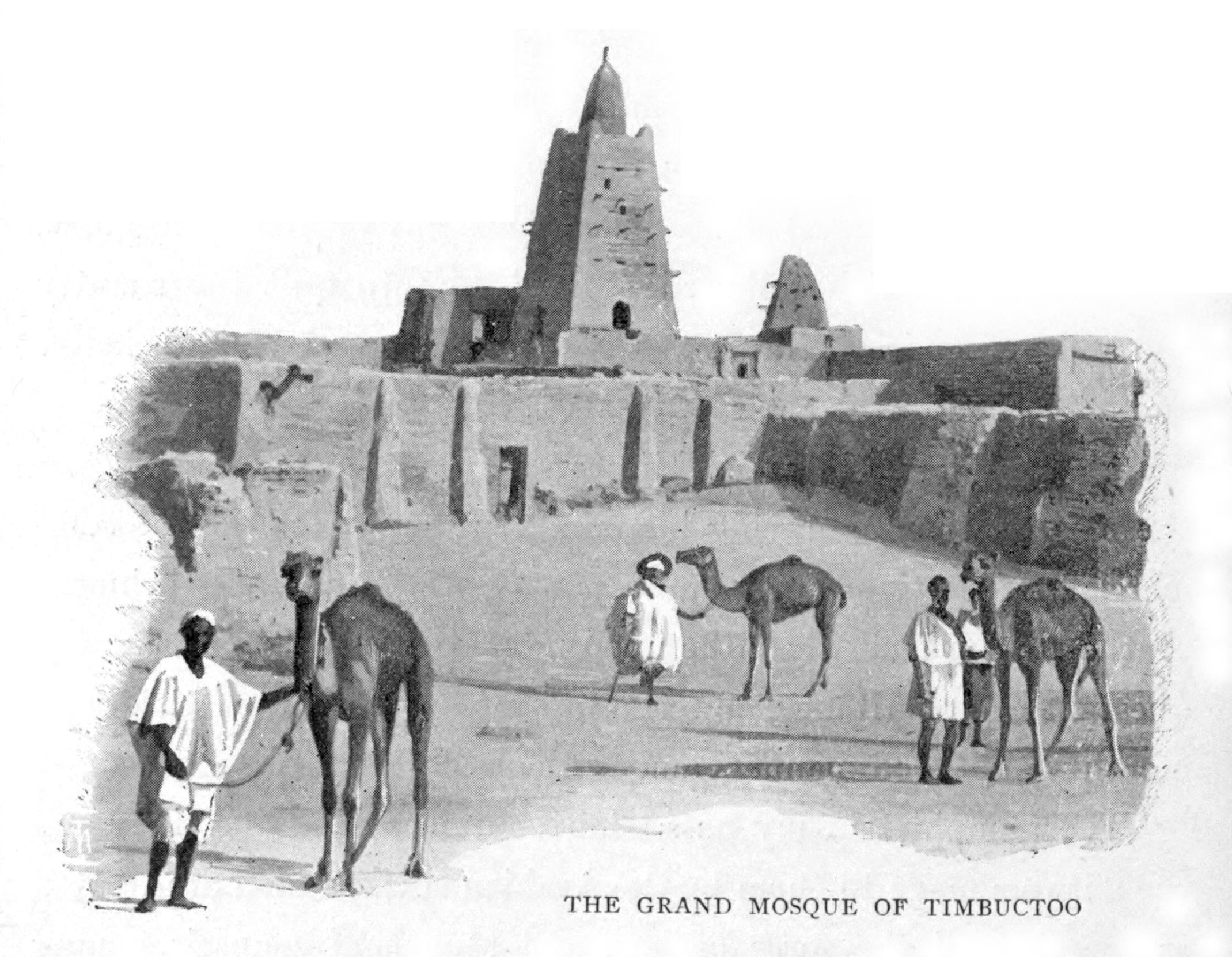
Mezquita Djingareyber en Tombuctú, ilustración de Tombouctou la mystérieuse

En 1898, fundó una compañía dedicada a introducir vehículos motorizados en el Sudán francés para sustituir a los porteadores. Dubois se encontró con muchos problemas, pues las autoridades locales eran hostiles a la empresa, el personal contratado era poco competente, las carreteras estaban en mal estado y una epidemia de fiebre amarilla devastó el país. A pesar de todo, logró desplegar cincuenta y cinco vehículos y realizó un viaje simbólico desde Kati a Bamako en enero de 1900. La empresa terminó quebrando y a Dubois le confiscaron sus propiedades en Sudán.
En 1900, Dubois realizó una nueva expedición al Sáhara, pasó por las ciudades argelinas de El Menia, Adrar, In Salah y Tit. Remontó el Níger hasta Kabara antes de entrar de nuevo en Tombuctú. Después de ochocientos kilómetros de navegación a vapor, regresó a Senegal por el ferrocarril de Koulikoró y visitó las ciudades malienses de Mopti, Djenné, Ségou y Bamako.
Emprendió algunos negocios de explotación de minas de oro y de diamantes en Rusia y de yacimientos de petróleo en Canadá, pero acabaron fracasando y Dubois se arruinó nuevamente.

## Obras
- La vie au continent noir. (1893)
- Le péril anarchiste. (1894)
- Tombouctou la mystérieuse. (1897)
- Notre beau Niger. (1911)